# Ryusei Maru
Ryusei Maru (隆西丸) foi um navio cargueiro japonês utilizado para transporte de tropas do  Exército imperial durante a Segunda Guerra Mundial. Foi torpedeado pelo submarino USS Rasher, em 25 de fevereiro de 1944, no Mar de Bali, evento no qual pereceram quase cinco mil pessoas, classificando-o dentre os dez mais mortíferos naufrágios da história. 

## O Navio
Construído em 1910, nos estaleiros da Tyne Iron Shipbuilding Co. Ltd., Willington (N. & S. Shields), em Newcastle, Inglaterra sob encomenda da Olsen Fred - Ganger Rolf A/S, de Oslo, na Noruega. Em fevereiro de 1911 é lançado e nomeado Bra-Kar. 
Entre 1915 e 1938, fez parte da frota de várias companhias de navegação norueguesas, sob os nomes SS Havo e SS Mabuhay II. Naquele ano é  adquirido pela empresa japonesa Matsumoto Masaiti, de Kobe, e renomeado Ryusei Maru. Em 1943, a Matsumoto funde-se com a Nakamura Kisen K.K., igualmente de Kobe, e, em novembro desse mesmo ano, o navio é requisitado pelo Exército imperial japonês.
Possuía 117,3 metros de comprimento, 15,5 metros de largura, calado de 8,4 metros e uma tonelagem de 4.797 GRT. 

## O afundamento
Às 15:22 de 24 de outubro de 1944, o Ryusei Maru parte de Surabaya, na Ilha de Java com destino a Ambon, nas Molucas em um comboio também composto pelo cargueiro Tango Maru, e escoltado pelos  varredores W-8 e W-11 e pelo navio auxiliar Takunan Maru nº 5.
O navio transportava cerca de 6.600 homens: quatro destacamentos de várias unidades do Exército imperial japonês,  em um total de 1.244 japoneses, 2.865 soldados indianos e 2.559 Romushas. Por sua vez, o Tango Maru transportava 5.700 soldados, incluindo homens do 3º Regimento de Infantaria, cerca de 3.500 romushas  e prisioneiros de guerra aliados, provável e principalmente tropas coloniais holandesas.
Naquele mesmo dia, o tenente-coronel Willard R. Laughon, do submarino USS Rasher e o tenente-coronel James W. Davis, comandante do USS Raton, recebem uma mensagem codificada do Ultra, ordenando-os a patrulharem o Mar de Bali para interceptar um comboio de dois navios que adentraria na área entre 18:00 e 20:00 da noite seguinte.
Na noite de 25 de fevereiro, o comboio é interceptado no local previsto, cerca de 25 milhas (40 km)  ao norte da ilha de Bali. Às 22:25, o USS Rasher dispara quatro torpedos contra o Ryusei Maru, o qual é atingido por três deles. O navio parte-se em dois e afunda na posição 7° 55' S 115° 15' E, levando 4.998 soldados, tripulantes e trabalhadores javaneses com ele.

## References
1. 1 2 3 4 5   Hackett, Bob (2018). «RYUSEI MARU:Tabular Record of Movement». combinedfleet.com. Consultado em 22 de dezembro de 2019
2. 1 2  «Ryusei Maru (+1944)». Wrecksite. Consultado em 22 de dezembro de 2019